# 日高義樹のワシントン・リポート
『日高義樹のワシントン・リポート』（ひだかよしきのワシントン・リポート、英題: Hidaka Report）は、テレビ東京系列で毎月1回日曜日に放送されていた、アメリカ・ワシントンを中心とする保守的な視点に基づくインタビュー・討論番組で、日高義樹の冠番組である。1995年10月1日放送開始、2011年3月20日に全186回をもって終了。

## 概要
この番組は、アメリカ・ワシントンの「ハドソン研究所」の客員首席研究員で国際政治ジャーナリストの日高義樹がアメリカの現状を追い、共和党の政治家や、同党を支持・賛同的立場の有識者をゲストに招き、毎回のテーマに沿って対談方式で放送される。通常は英語で対談し、日本語字幕スーパーで放送される。
またアメリカ海軍などの潜水艦や航空母艦にも同乗取材を行う事もあり、原子力空母「ロナルド・レーガン」やオハイオ級原子力潜水艦に同乗取材を行ったこともある。
毎年1月の放送はヘンリー・キッシンジャー元国務長官を招き、当年以降の日本を含む国際情勢について対談を行うのが恒例になっていて、最終回には16年間に18回出演したと日高も振り返った。またディック・チェイニー元副大統領も出演したことがあった。
番組のオープニング（メインテーマ）は、Network Music Ensembleの「Sports Central」である。またオープニング映像は番組開始以来一度も変更されなかった。
2011年7月のアナログ放送終了に向けて各番組がハイビジョン化される中、本番組はハイビジョン化されずに終了となった。ただしレターボックス化以降、左右に明るさを彩ったグレーのサイドパネルが付けられていた。なお、後継番組の『ワシントンの日高義樹です』ではハイビジョン化されている。

## 放送時間
- 日曜日 16:00 - 17:15 （毎月1回）
  - 原則的には第3日曜日に放送されていたが、他の週の日曜日や土曜日に放送されることもあった。
  - なお、BSジャパンでも6日遅れの土曜日 16:00 - 17:15に放送されていた。BSジャパンでの放送は、次回放送予定日のテロップおよびプレゼント告知のことわり部分をマスター送出のテロップで部分的に被せていた（プレゼントの募集の場合、BSでの放送前日に締め切りとなるため、「現在プレゼントの募集は行なっていません」と画面下にグレーバックで部分表示されていた）。

## ネット局
テレビ東京（製作局）、テレビ北海道、テレビ愛知、テレビ大阪、テレビせとうち、TVQ九州放送（以上、同時ネット）、BSジャパン（時差ネット）

## 後継番組
- ワシントンの日高義樹です - 本番組を発展的に新装した後継番組。放送回数は本番組の回数を継承していない。